# Большой террор (книга)
«Большой террор: Сталинские чистки 30-х» (англ. The Great Terror: Stalin's Purge of the Thirties) — книга британского историка и советолога Роберта Конквеста, опубликованная в 1968 году. Книга дала название периоду советской истории 1930-х гг. Второе издание с новым названием «Большой террор: Переоценка» (The Great Terror: A Reassessment) вышло в 1990 году.

## Критика
Историк В. Н. Земсков отмечал, что Стивен Коэн со ссылкой на книгу «Большой террор» писал, что «… К концу 1939 года число заключённых в тюрьмах и отдельных концентрационных лагерях выросло до 9 млн человек (по сравнению с 30 тыс. в 1928 году и 5 млн в 1933—1935)». В то же время сам Земсков отмечает, что по состоянию на январь 1940 года в лагерях ГУЛАГа было 1 334 408 заключённых, а в колониях ГУЛАГа — 315 584 и в тюрьмах — 190 266 человек. Таким образом общее число заключённых составляло 1 850 258. Отсюда Земсков делает вывод, что «приведённые Р. Конквестом и С. Коэном статистические данные преувеличены почти в пять раз». В книге Конквеста действительно приводится информация о том, что по его оценке на конец 1938 года в местах заключения в СССР находилось около 9 млн человек всех категорий заключённых, из которых 1 млн в тюрьмах, 8 млн в лагерях. Как пишет сам Конквест, общее число он высчитал по соотношению беспартийных к партийным арестованным, которое по его данным составляет:

Показатель, который можно наиболее часто встретить по соотношению беспартийных к партийным арестованным составляет около 7—9 к 1. Это около 7—9 миллионов арестов.
Оригинальный текст (англ.)The figure most commonly found of the proportion of non-party to party arrests runs at 7-9 to 1. This would give some 7-9 million arrests.— The Great Terror, 1969, p. 527.
Количество арестованных кандидатов в члены партии он высчитывает на основе разницы между количеством кандидатов в 1934 году и в 1939 году, поскольку по тогдашним партийным нормам кандидатами не могли быть более трёх лет.
Дмитрий Быков, весьма положительно настроенный по отношению к книге «Большой террор», тем не менее назвал Конквеста «англо-американским Радзинским» и подчеркнул, что у Конквеста «было много произвольных цифр, весьма ограниченный доступ к источникам» и «эффектные, но не всегда достоверные версии».

## Издания
- Большой террор. — Флоренция: Edizioni Aurora, 1974. — 1063 с.
- Большой террор. В 2-х томах. — Рига: Ракстниекс, 1991. — 416 с.+ 432 с. — 50 000 экз. — ISBN 0195071328.